# Groupe G des éliminatoires de la zone Afrique de la Coupe du monde de football 2026
Navigation
Groupe F Groupe H
Le groupe G de la zone Afrique des éliminatoires de la Coupe du monde de football 2026 est l'un des neuf groupes de la zone Afrique des éliminatoires de la Coupe du monde qui se déroulera en 2026 aux États-Unis, au Canada et au Mexique. Le groupe G des éliminatoires de la coupe du monde 2026 se compose de l'Algérie, de la Guinée, de l'Ouganda, du Mozambique, du Botswana et de la Somalie
Le vainqueur du groupe se qualifie directement pour la coupe du monde, et les quatre meilleurs deuxièmes des groupes se qualifient aux barrages continental.

## Tirage au sort
Le tirage au sort des groupes a eu lieu le 13 juillet 2023, à 17h30 heure française, dans la ville d'Abidjan en Côte d'Ivoire.
| Rang | Équipe     | Pts | J | G | N | P | Bp | Bc | Diff |  | Résultats (▼ dom., ► ext.) |     |     |     |     |     |     |
| ---- | ---------- | --- | - | - | - | - | -- | -- | ---- |  | -------------------------- | --- | --- | --- | --- | --- | --- |
| 1    | Algérie    | 15  | 6 | 5 | 0 | 1 | 16 | 6  | +10  |  | Algérie                    |     | 5-1 | -   | -   | 1-2 | 3-1 |
| 2    | Mozambique | 12  | 6 | 4 | 0 | 2 | 10 | 11 | -1   |  | Mozambique                 | 0-2 |     | 3-1 | -   | -   | 2-1 |
| 3    | Botswana   | 9   | 6 | 3 | 0 | 3 | 9  | 8  | +1   |  | Botswana                   | 1-3 | 2-3 |     | -   | 1-0 | 2-0 |
| 4    | Ouganda    | 9   | 6 | 3 | 0 | 3 | 6  | 7  | -1   |  | Ouganda                    | 1-2 | -   | 1-0 |     | 1-0 | -   |
| 5    | Guinée     | 7   | 6 | 2 | 1 | 3 | 4  | 5  | -1   |  | Guinée                     | -   | 0-1 | -   | 2-1 |     | 0-0 |
| 6    | Somalie    | 1   | 6 | 0 | 1 | 5 | 3  | 11 | -8   |  | Somalie                    | -   | -   | 1-3 | 0-1 | -   |     |

## Résultats
| 1re journée            | Botswana                                    | 2 - 3   | Mozambique                           | Stade Francistown Stadium, Francistown |                          |
| 16 novembre 2023 14h00 | Tlhalefang 74e · Ngele 85e                  | (0 - 1) | 14e Clésio · 52e Ratifo · 75e Muiomo | Arbitrage : Peter Waweru               | Arbitrage : Peter Waweru |
| 16 novembre 2023 14h00 | Velaphi 88e · Ditlhokwe 90e · Mangolo 90+2e | Rapport | 82e Dove                             | Arbitrage : Peter Waweru               | Arbitrage : Peter Waweru |

| 16 novembre 2023 | Algérie                                     | 3 - 1   | Somalie       | Stade Nelson-Mandela, Baraki, Alger |                           |
| 17h00            | Abdi 2e (csc) · Bounedjah 31e · Slimani 80e | (2 - 0) | 65e Y.Ahmed   | Arbitrage : Boubou Traore           | Arbitrage : Boubou Traore |
| 17h00            |                                             | Rapport | 75e A.Mohamed | Arbitrage : Boubou Traore           | Arbitrage : Boubou Traore |

| 17 novembre 2023 | Guinée                       | 2 - 1   | Ouganda                                                | Stade municipal de Berkane, Berkane |                             |
| 14h00            | A.Camara 10e · S.Cissé 90+4e | (1 - 1) | 30e Bayo                                               | Arbitrage : Messie Nkounkou         | Arbitrage : Messie Nkounkou |
| 14h00            | Guilavogui 90+5e             | Rapport | 37e Kayondo · 45e Byaruhanga · 60e Awany · 75e Sentamu | Arbitrage : Messie Nkounkou         | Arbitrage : Messie Nkounkou |

| 2e journée             | Mozambique      | 0 - 2   | Algérie                     | Stade national de Maputo, Maputo |                             |
| 19 novembre 2023 14h00 |                 | (0 - 0) | 69e Chaïbi · 80e Zerrouki   | Arbitrage : Samuel Uwikunda      | Arbitrage : Samuel Uwikunda |
| 19 novembre 2023 14h00 | Dominguês 90+4e | Rapport | 50e Bensebaïni · 76e Amoura | Arbitrage : Samuel Uwikunda      | Arbitrage : Samuel Uwikunda |

| 21 novembre 2023 | Somalie                                      | 0 - 1   | Ouganda                    | Stade municipal de Berkane, Berkane |                           |
| 14h00            |                                              | (0 - 1) | 4e Mato                    | Arbitrage : Jose Asangono           | Arbitrage : Jose Asangono |
| 14h00            | A. Mohamed 45+1e · S.Hassan 67e · A.Abdi 76e | Rapport | 33e Semakula · 44e Kayondo | Arbitrage : Jose Asangono           | Arbitrage : Jose Asangono |

| 21 novembre 2023 | Botswana                                                   | 1 - 0   | Guinée        | Stade Francistown Stadium, Francistown |                                    |
| 14h00            | Seakanyeng 79e                                             | (0 - 0) |               | Arbitrage : Patrice Tanguy Mebiame     | Arbitrage : Patrice Tanguy Mebiame |
| 14h00            | Ngele 22e · Mohutsiwa 45+3e · Seakanyeng 80e · Velaphi 89e | Rapport | 45+2e Diawara | Arbitrage : Patrice Tanguy Mebiame     | Arbitrage : Patrice Tanguy Mebiame |

| 3e journée        | Mozambique                              | 2 - 1   | Somalie                               | Estádio do Zimpeto, Maputo |                            |
| 7 juin 2024 15h00 | Amade 14e · Ratifo 29e                  | (2 - 0) | 66e Shirwa                            | Arbitrage : Mogos Teklu T. | Arbitrage : Mogos Teklu T. |
| 7 juin 2024 15h00 | Catamo 55e · Rafito 55e · Nene (en) 89e |         | 55e Abdullahi · 61e Ali · 90+2e Gigli | Arbitrage : Mogos Teklu T. | Arbitrage : Mogos Teklu T. |

| 7 juin 2024 | Ouganda                         | 1 - 0   | Botswana                     | Nelson Mandela National Stadium, Kampala |                     |
| 18h00       | Shaban 74e                      | (0 - 0) |                              | Arbitrage : Kpan C.                      | Arbitrage : Kpan C. |
| 18h00       | Lwaliwa 44e · Rogers Mato 90+1e |         | 59e Kopelang · 86e Ditlhokwe | Arbitrage : Kpan C.                      | Arbitrage : Kpan C. |

| 6 juin 2024 | Algérie                  | 1 - 2   | Guinée                                               | Nelson Mandela Stadium, Baraki                |                                               |
| 21h00       | Baldé 52e (csc)          | (0 - 0) | 50e Sylla · 63e Camara                               | Spectateurs : 32 000 Arbitrage : Weyesa B. T. | Spectateurs : 32 000 Arbitrage : Weyesa B. T. |
| 21h00       | Mandi 32e · Gouiri 90+8e |         | 45+2e Guirassy · 81e Touré · 83e Koné · 90+9e Camara | Spectateurs : 32 000 Arbitrage : Weyesa B. T. | Spectateurs : 32 000 Arbitrage : Weyesa B. T. |

| 4e journée         | Guinée | 0 - 1                | Mozambique   | Ben M'Hamed El Abdi Stadium, El Jadida           |                                                  |
| 10 juin 2024 21h00 |        | (0 - 0)              | 90+3e Catamo | Spectateurs : 550 Arbitrage : Ndabihawenimana P. | Spectateurs : 550 Arbitrage : Ndabihawenimana P. |
| 10 juin 2024 21h00 |        | 63e Amade · 81e Pepo |              | Spectateurs : 550 Arbitrage : Ndabihawenimana P. | Spectateurs : 550 Arbitrage : Ndabihawenimana P. |

| 10 juin 2024 | Ouganda                                                  | 1 - 2   | Algérie                                     | Nelson Mandela National Stadium, Kampala   |                                            |
| 18h00        | Mutyaba 10e                                              | (1 - 0) | 46e Aouar · 58e Benrahma                    | Spectateurs : 45 000 Arbitrage : Ligali A. | Spectateurs : 45 000 Arbitrage : Ligali A. |
| 18h00        | Mato 23e · Byaruhanga 36e · Mutyaba 82e · Ssekiganda 84e |         | 66e Benrahma · 69e Bounedjah · 72e Bentaleb | Spectateurs : 45 000 Arbitrage : Ligali A. | Spectateurs : 45 000 Arbitrage : Ligali A. |

| 10 juin 2024 | Somalie    | 1 - 3   | Botswana                                     | Estádio do Zimpeto, Maputo |                       |
| 15h00        | Hassan 74e | (0 - 1) | 10e Sesinyi · 53e Gaolaolwe · 72e Seakanyeng | Arbitrage : Mensah E.      | Arbitrage : Mensah E. |
| 15h00        | Ali 60e    |         | 50e Ramotse · 90e Phoko                      | Arbitrage : Mensah E.      | Arbitrage : Mensah E. |

| 5e journée         | Mozambique                   | 3 - 1   | Ouganda   | Stade international du Caire, Le Caire |                                   |
| 20 mars 2025 14h00 | Santos 4e 17e · Ratifo 45+4e | (3 - 1) | 8e Shaban | Arbitrage : Pierre Ghislain Atcho      | Arbitrage : Pierre Ghislain Atcho |
| 20 mars 2025 14h00 | Rapport                      |         |           | Arbitrage : Pierre Ghislain Atcho      | Arbitrage : Pierre Ghislain Atcho |

| 21 mars 2025 | Botswana     | 1 - 3   | Algérie                     | Obed Itani Chilume Stadium, Francistown |                           |
| 14h00        | Kopelang 72e | (0 - 1) | 45e Gouiri · 53e 75e Amoura | Arbitrage : Ahmed Arajiga               | Arbitrage : Ahmed Arajiga |
| 14h00        | Rapport      |         |                             | Arbitrage : Ahmed Arajiga               | Arbitrage : Ahmed Arajiga |

| 21 mars 2025 | Guinée  | 0 - 0   | Somalie | Stade Alassane-Ouattara, Ébimpé   |                                   |
| 22h00        |         | (0 - 0) |         | Arbitrage : Andofetra Rakotojaona | Arbitrage : Andofetra Rakotojaona |
| 22h00        | Rapport |         |         | Arbitrage : Andofetra Rakotojaona | Arbitrage : Andofetra Rakotojaona |

| 6e journée         | Ouganda    | 1 - 0   | Guinée | Mandela National Stadium, Kampala     |                                       |
| 25 mars 2025 17h00 | Okello 36e | (1 - 0) |        | Arbitrage : Jean-Jacques Ndala Ngambo | Arbitrage : Jean-Jacques Ndala Ngambo |
| 25 mars 2025 17h00 | Rapport    |         |        | Arbitrage : Jean-Jacques Ndala Ngambo | Arbitrage : Jean-Jacques Ndala Ngambo |

| 25 mars 2025 | Botswana                    | 2 - 0   | Somalie | Obed Itani Chilume Stadium, Francistown |                           |
| 20h00        | Mohutsiwa 74e · Johnson 83e | (0 - 0) |         | Arbitrage : Joseph Ogabor               | Arbitrage : Joseph Ogabor |
| 20h00        | Rapport                     |         |         | Arbitrage : Joseph Ogabor               | Arbitrage : Joseph Ogabor |

| 25 mars 2025 | Algérie                                    | 5 - 1   | Mozambique | Stade Hocine-Aït-Ahmed, Boukhalfa     |                                       |
| 22h00        | Amoura 8e 30e 80e · Mandi 24e · Hadjam 65e | (3 - 1) | 40e Catamo | Arbitrage : Pacifique Ndabihawenimana | Arbitrage : Pacifique Ndabihawenimana |
| 22h00        | Rapport                                    |         |            | Arbitrage : Pacifique Ndabihawenimana | Arbitrage : Pacifique Ndabihawenimana |

| 7e journée                            | Ouganda | - | Mozambique | stade à déterminer |             |
| 1er septembre 2025 heure à déterminer |         |   |            | Arbitrage :        | Arbitrage : |

| 1er septembre 2025 | Somalie | - | Guinée | stade à déterminer |             |
| heure à déterminer |         |   |        | Arbitrage :        | Arbitrage : |

| 1er septembre 2025 | Algérie | - | Botswana | stade à déterminer |             |
| heure à déterminer |         |   |          | Arbitrage :        | Arbitrage : |

| 8e journée                          | Guinée | - | Algérie | stade à déterminer |             |
| 8 septembre 2025 heure à déterminer |        |   |         | Arbitrage :        | Arbitrage : |

| 8 septembre 2025   | Ouganda | - | Somalie | stade à déterminer |             |
| heure à déterminer |         |   |         | Arbitrage :        | Arbitrage : |

| 8 septembre 2025   | Mozambique | - | Botswana | stade à déterminer |             |
| heure à déterminer |            |   |          | Arbitrage :        | Arbitrage : |

| 9e journée                        | Somalie | - | Algérie | stade à déterminer |             |
| 6 octobre 2025 heure à déterminer |         |   |         | Arbitrage :        | Arbitrage : |

| 6 octobre 2025     | Mozambique | - | Guinée | stade à déterminer |             |
| heure à déterminer |            |   |        | Arbitrage :        | Arbitrage : |

| 6 octobre 2025     | Botswana | - | Ouganda | stade à déterminer |             |
| heure à déterminer |          |   |         | Arbitrage :        | Arbitrage : |

| 10e journée                        | Guinée | - | Botswana | stade à déterminer |             |
| 13 octobre 2025 heure à déterminer |        |   |          | Arbitrage :        | Arbitrage : |

| 13 octobre 2025    | Somalie | - | Mozambique | stade à déterminer |             |
| heure à déterminer |         |   |            | Arbitrage :        | Arbitrage : |

| 13 octobre 2025    | Algérie | - | Ouganda | stade à déterminer |             |
| heure à déterminer |         |   |         | Arbitrage :        | Arbitrage : |

## Statistiques

### Discipline
| Joueurs | Cartons | Suspensions |
| ------- | ------- | ----------- |
|         |         |             |